# Ludwig Fischer
Ludwig Fischer (Magúncia, 18 d'agost de 1745 - Berlín, 10 de juliol de 1825) fou un cantant d'òpera alemany de la corda de baix.
Començà sent cantor de la capella del príncep elector de Magúncia, cantant després en els teatres de Mannheim, (1767) Múnic (1778) i Viena (1779).
Després d'haver actuat a París i en les principals ciutats d'Itàlia, des de 1778 fins que aconseguí la jubilació el 1815 formà part de l'òpera italiana de Berlín.
Mozart va escriure per a ell, el rol d'Ormin d'El rapte del serrall, que l'estrenà en el teatre Burgtheatre de Viena el 16 de juliol de 1782 i es diu que la seva veu era d'una extensió extraordinària (dues octaves i mitja).
També es distingí com a compositor i el seu cant Im tiefen Keller sitz'ich hier es feu molt popular a Alemanya.